# 多伦多猛龙
多伦多暴龙（簡稱：TOR），是一支位于加拿大安大略省多伦多的职业NBA篮球队，被劃分在NBA东部联盟的大西洋赛区。主场位于丰业银行体育馆，與NHL多倫多楓葉共用。1995年，NBA为在加拿大擴張而创立猛龙队以及温哥华灰熊队，灰熊队于2001-02 NBA赛季迁移至田納西州曼非斯，使得猛龙队成为目前聯盟中唯一一支加拿大球队。
暴龙队在创立初期如同其他NBA新扩张出来的球队一样面临一些困境，在1998年NBA选秀中签约文斯·卡特扭转此情况。在文斯·卡特的带领下，暴龙队于2000年、2001年、2002年连续三个赛季打進季后赛，其中在01年季后赛时首次挺进东区半决赛。2002年-2004年的赛季，猛龙队没有显著的战绩，文斯·卡特在2004年被交易到布鲁克林篮网队。
文斯·卡特离开后，克里斯·波什成為暴龙队的领袖。2006年-07年赛季，布莱恩·科朗吉洛成为暴龙队总经理，他和克里斯·波什以及安德烈亚·巴尔尼亚尼率领重组的队伍进入2007年、2008年季後賽。2009-10赛季，科朗吉洛又一次重组队伍，说服波什留在暴龙队。2010年7月，波什离开暴龙队和迈阿密热火队签约，使得暴龙队再一次需要重建。
2013年，馬賽·尤基利接替克朗吉洛，帮助建立起以凯尔·洛里和德玛尔·德罗赞两个后卫为中心的暴龙队。在乌杰里的经营下，暴龙队成为季后赛的常客。2017-2018年赛季，暴龙队获得隊史最佳战绩。而屢屢被雷霸龍·詹姆斯的騎士隊擋在東區季後賽的挫敗促使乌杰里开除当时的主教练德韦恩·凯西，並於2018年夏天交易德玛尔·德罗赞，换来科怀·伦纳德和丹尼·格林，并於季中從曼非斯灰熊交易來马克·加索尔。趁著詹姆斯轉會到湖人，暴龍於2019年季後賽首次贏得區冠軍，並首次挺進冠軍戰，最終成功奪下隊史首冠。

## 历史

### 建隊初期（1995-1999)
1993年11月4日，多伦多商人John Bitove创立了NBA联盟的第二十八支球队——猛龙队。猛龙队当时是NBA为了拓展在加拿大的市场而产生的，并且还拥有当时破纪录的1.25亿美元拓展费。此时猛龙队的两个大股东是John Bitove和Allan Slaight，两人分别都持有44%的股份；小股东中丰业银行持有10%，大卫·彼得森和菲尔·格拉诺夫斯基各持有1%。由于NBA联盟对赌博方面的严格规定，在安大略省内的体育赌博导致多伦多差点失去其名称使用权。因此，安大略省博彩局（OLG）和猛龙队达成协议，停止销售所有NBA赛事的博彩。但是作为博彩局这一方面收入的补偿，猛龙队需要向其旗下的基金会捐款，最初的三年中捐献五百万加元，此后每年捐献一百万。

### 文斯·卡特時期（1999－2004）

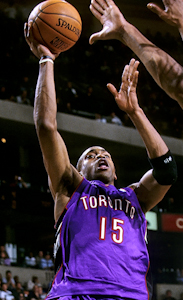
文斯·卡特

在1998－1999赛季的选秀会上通过交易得到了文斯˙卡特，迎来第一个上升期，曾经连续3个赛季打进季后赛。成绩最好的一年在2000－2001賽季。在当年的东岸半决赛上，卡特未能把握最后的投篮机会致使猛龙以3:4惜败費城76人。之后，球队成绩开始下滑并进入重整期。卡特也在这个时期内被交换到新泽西篮网。在交易进行之前，卡特的言论触怒了不少当地的球迷，也使他变成一个不太受多伦多球迷欢迎的球员，近年則有所改善。

### 克里斯·波什時期（2004－2010）

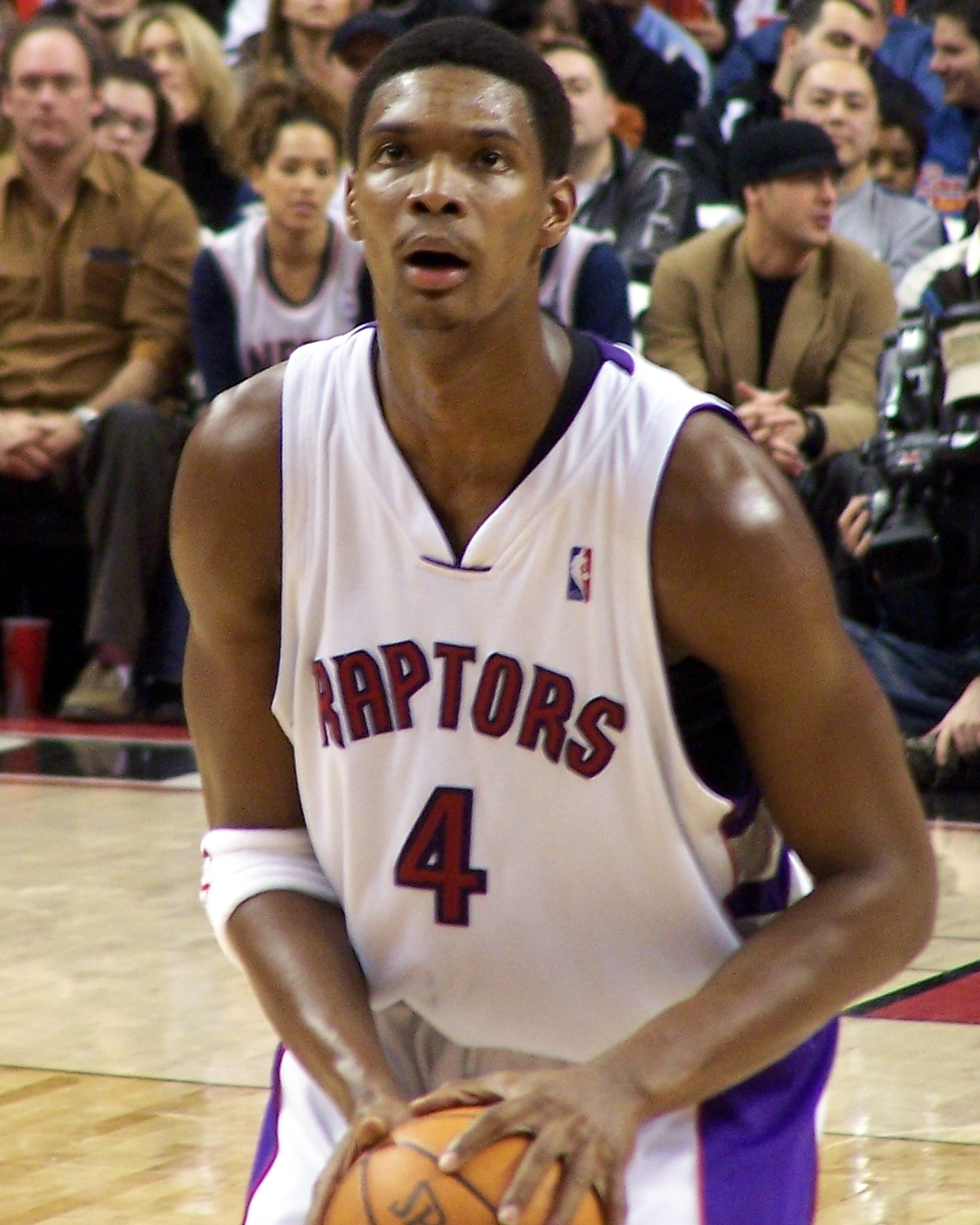
克里斯·波什

在卡特离去后，球队围绕克里斯·波什进行重建，并在2006－2007賽季奪得隊史上首個分區冠軍，重回季后赛。这也是首支加拿大球队奪得分區冠軍。不过，在2006－2007赛季的季后赛，猛龙在第一轮以2:4不敵籃網。2007－2008赛季，以东区第6名的身份连续第二年杀入季后赛。不幸的是，他们首轮以1：4不敵奥兰多魔术。

### 後波什時期（2010－2013）
2010－2011 NBA赛季，克里斯·波什前往熱火，猛龙進入重建期。2013年球季中猛龙队以何塞·卡尔德隆來換取孟菲斯灰熊的鲁迪·盖伊，之後球隊以盖伊為中心建隊。

### 猛龙雙槍（2013－2018）

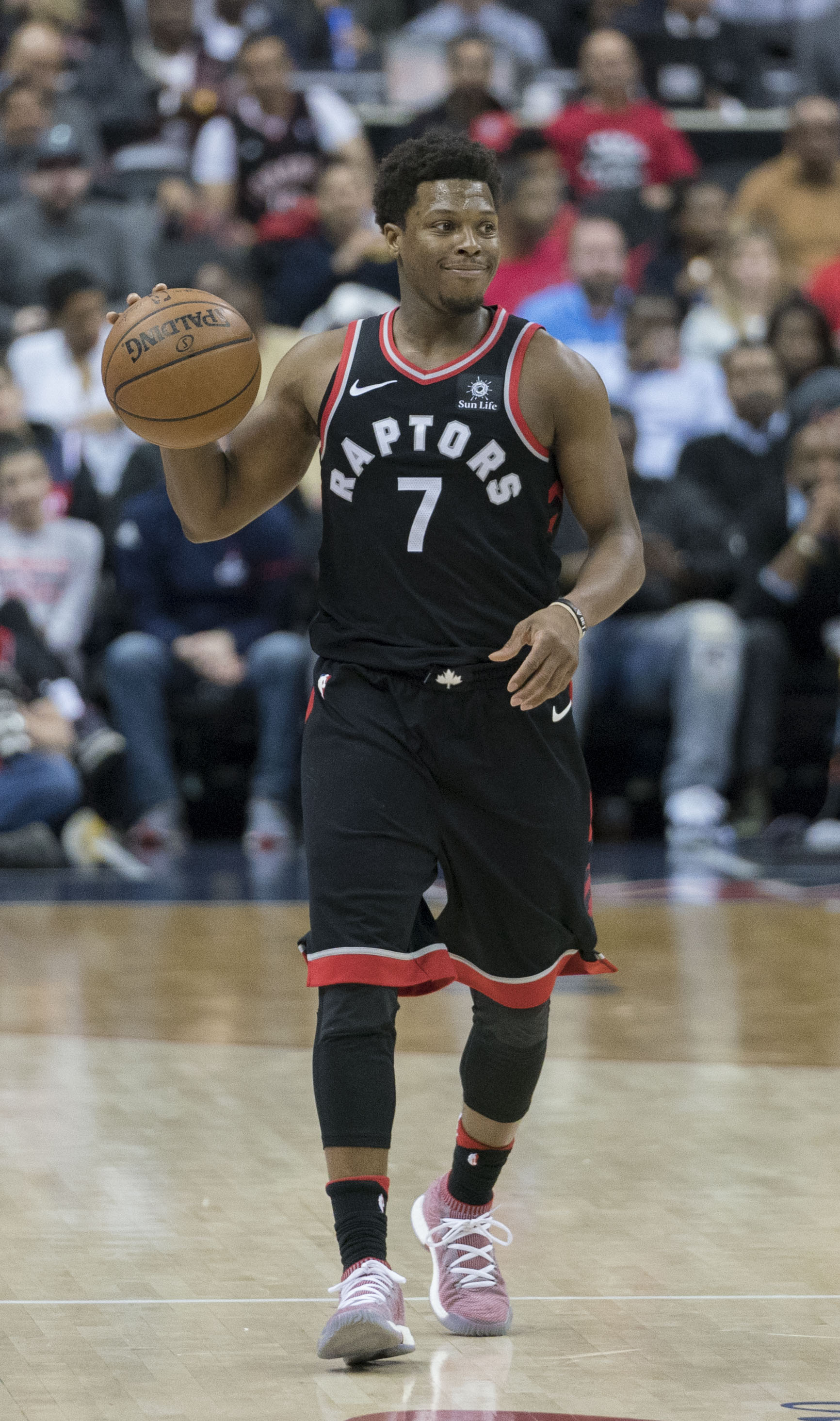
凯尔·洛里

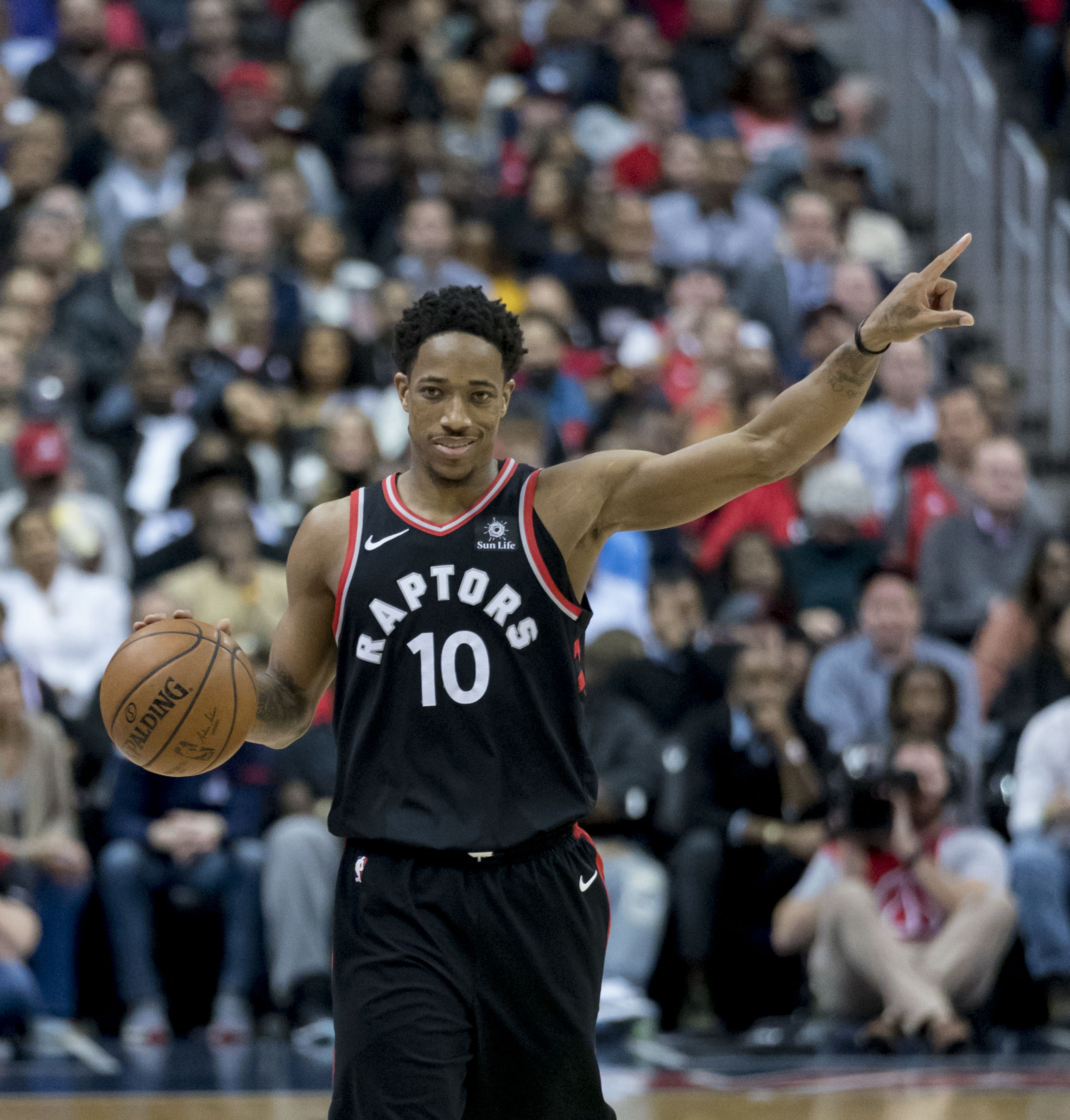
德玛尔·德罗赞

2013－2014赛季前，猛龙總管將安德里亚·巴格纳尼被送去纽约尼克斯，而猛龙最終得到了约翰·萨尔蒙斯、格雷维斯·瓦斯奎兹、帕特里克·帕特森和查克·海耶斯。鲁迪·盖伊交易去國王队。猛龙还将送出阿隆·格雷和昆西·埃希。在交易截止日前，總管将表现不好的奥斯丁·达耶送去马刺队，得到南多·德克洛。2013－2014赛季，猛龙以48胜34负刷新了队史最佳成绩，並獲得睽違6年的大西洋賽區冠軍，並打進季后赛。首輪對手是布魯克林籃網，在決勝第七戰，保罗·皮尔斯蓋掉凯尔·洛瑞的最後一擊，猛龙無緣挺進下一輪。
2014－2015赛季，猛龙連續兩季獲得大西洋賽區冠軍。但首輪即遭到華盛頓巫師直落4橫掃，連續兩年都在季後賽第一輪止步。
2015年暑假，猛龙管理階層從自由市場找來德馬雷·卡羅爾，接著從馬刺換回家鄉子弟兵柯瑞·約瑟夫。2015－2016赛季，猛龍以東區第2種子进入季后赛。第一輪對上印第安那溜馬即被推到決勝第七戰，最後成功晉級第二輪，隊史15年來首次贏得季後賽系列。第二輪中，猛龙和邁阿密熱火再次进入搶七決戰，猛龍成功挺進東區決賽。東區決賽，對上克里夫蘭騎士，最終系列賽2比4落敗。
2016－2017赛季，猛龙以泰伦斯·罗斯加上一個首輪選秀權跟魔術交換賽爾吉·伊巴卡。2017季後賽，第三種子猛龙隊在首輪以4比2打敗密爾瓦基公鹿，但在次輪對上衛冕軍克里夫蘭騎士，以0比4遭到橫掃。
2017－2018赛季，猛龙以賽季59勝23負成为東部第一種子进入季後賽。猛龙队於首轮对阵華盛頓巫師，2015年季後賽的對手，以4比2晉級次輪。猛龙在第二輪被克里夫蘭騎士以直落四遭到橫掃。5月11日，儘管總教练德韦恩·凯西剛贏得年度最佳總教練，仍被猛龙解雇。原助理教練尼克·納斯扶正成為球隊新任主帥。

### 2018－2019賽季：隊史首冠

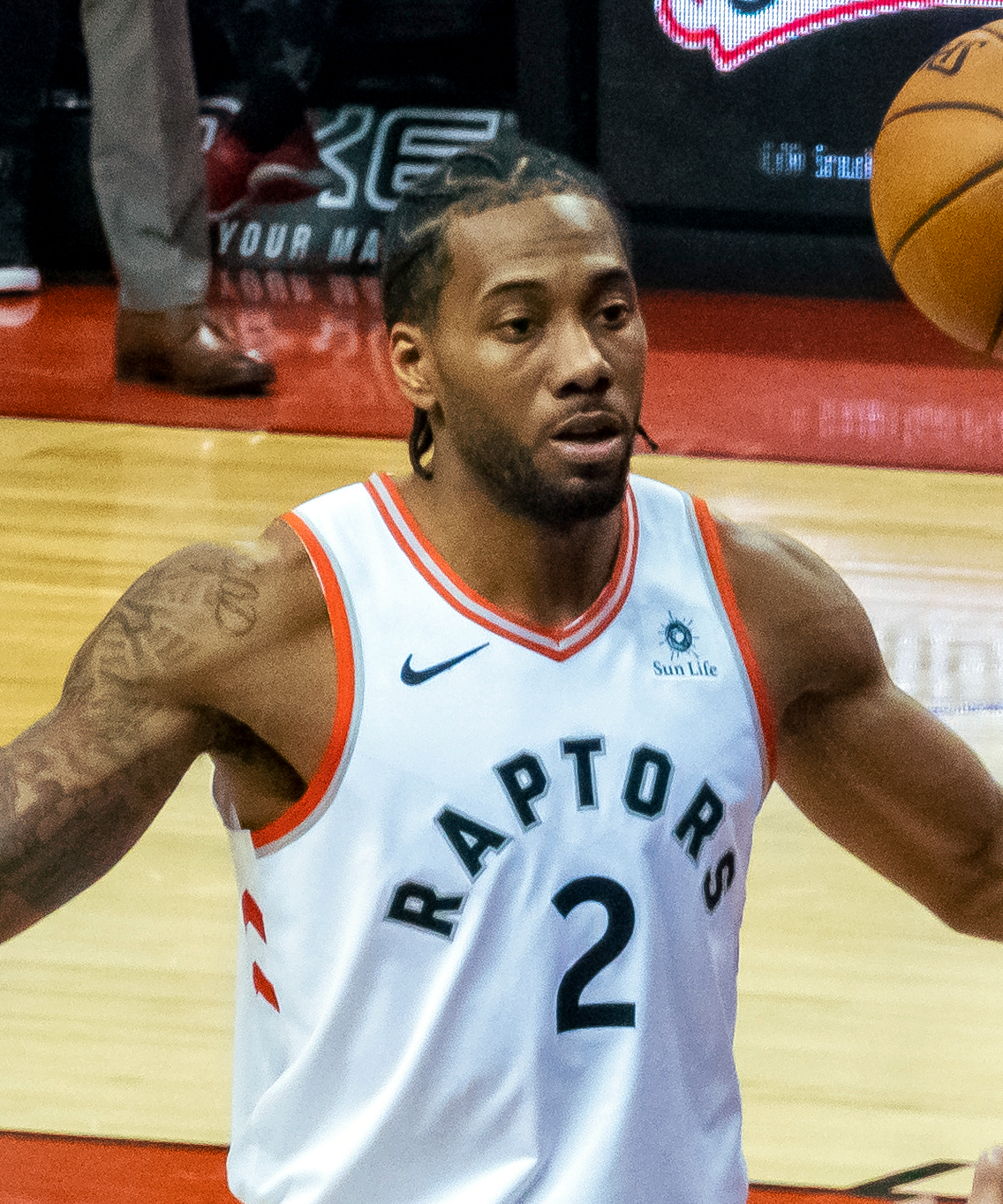
科怀·伦纳德

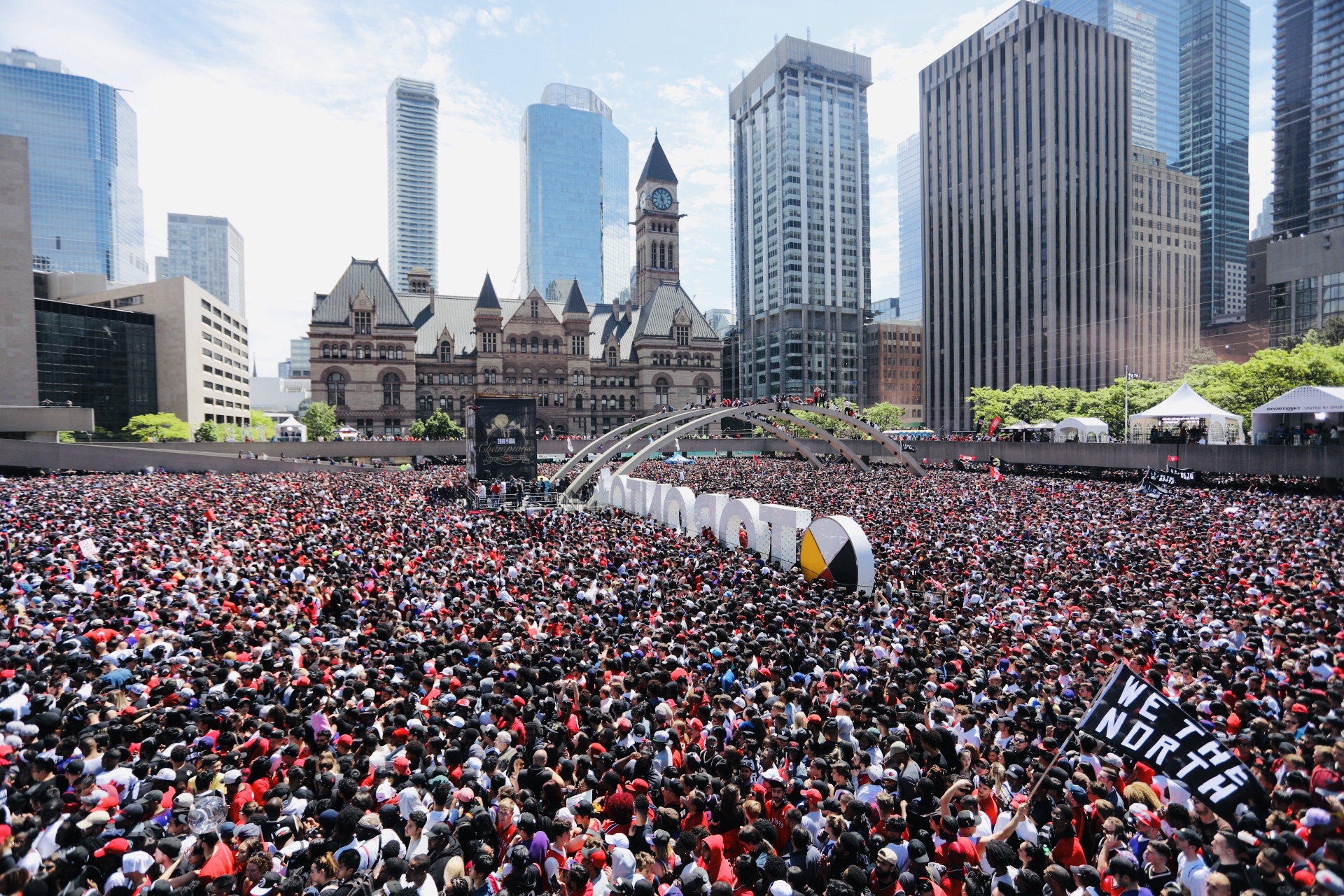
2019年6月17日猛龙队球迷于Nathan Phillip Square庆祝猛龙队获得NBA总冠军

猛龙的陣容在這個賽季做出了調整。賽季開始前將德玛尔·德罗赞交易到馬刺，換來科怀·伦纳德和丹尼·格林。季中在交易大限前，用尤納斯·瓦蘭丘納斯、德隆·萊特、C·J·邁爾斯和一張2024年第二輪選秀籤，換來灰熊馬克·蓋索，同時也簽下和亚特兰大老鹰買斷的林書豪。猛龙以58勝24敗的成績，以東區第2種子的身份前進季後賽。首輪讓1追4將對手奥兰多魔术淘汰。次輪迎戰費城76人，在決勝第七戰，靠著科怀·伦纳德壓秒絕殺，以92：90擊敗對手，成功闖進東區冠軍戰。東區決賽，雖然面對密爾瓦基公鹿時輸掉前兩場，之後連贏四場挺進總決賽，對上將尋求隊史首次三連霸的金州勇士。勇士雖然擁有多位明星球員，但是陣中主力凱文·杜蘭特、克雷·湯普森相繼受傷，最後仍被猛龙以4比2奪得隊史首座冠軍，科怀·伦纳德獲選總決賽MVP。

### 2019－2020賽季：陣容調整，衛冕失利
猛龙的陣容在這個賽季做出了調整。賽季開始前科怀·伦纳德和丹尼·格林相繼去洛杉磯快艇和洛杉磯湖人。拿到本季第50勝，達成連續5個賽季均達50勝的隊史最佳紀錄。以53勝19敗的成績確定在太平洋賽區完成第二度三連霸，第一輪碰上布魯克林籃網，面對陣容殘缺的籃網，例行賽對戰處於優勢的衛冕軍猛龙打得更加得心應手，單是上半場就取得22分領先優勢，在全場一路壓制的情況下，最終以134比110輕取籃網。根據統計，猛龙單場134分打破了隊史季後賽單場得分紀錄，先前最高是130分，出現在2018年首輪對巫師的第2戰。此外，堪稱聯盟進攻最均衡的猛龙，此役共有7人得分超過兩位數，命中率達到47.1%，更轟進22記三分球，刷新隊史季後賽紀錄。第二戰，猛龙後衛范弗利特拿下24分、10次助攻，鮑威爾也攻下24分，助猛龙以104比99再勝籃網，季後賽首輪2比0領先。第三戰，猛龙在帕斯卡·席亞康帶領下主導比賽，終場以117比92獲勝，取得3比0領先優勢。到了第4戰，猛龙又以超過55%的命中率和隊史季後賽後新高39次助攻豪取150分，創下隊史季後賽得分紀錄，最終以28分之差輕鬆解決缺兵少將的籃網。猛龙完成隊史首度季後賽橫掃。將會在第二輪面對同樣橫掃對手的塞爾蒂克。
季後賽東區第二輪第一戰，猛龙整場比賽處於落後，終場以94比112吞下系列戰首敗。第二戰，洛瑞貢獻全隊最高17分與6籃板，隊友帕斯卡·席亞康添得13分、3籃板，賽爾吉·伊巴卡則挹注15分、9籃板。猛龙打完3節領先，但末節被史馬特三分球6投5中，加上傑森·塔圖姆整場比賽攻下34分，最終3分之差惜敗塞爾提克，在季後賽次輪0比2落後。OG·阿努諾比這場比賽獲得猛龙最多的20分，范佛利特則是攻下19分，席亞康和板凳出發的賽爾吉·伊巴卡都拿下17分，羅瑞拿下16分。
塞爾蒂克和猛龙第3戰上演峰迴路轉、不可思議的逆轉戲碼！終場前0.5秒，肯巴·沃克突破禁區傳出一次精彩助攻讓泰斯灌進超前分，但綠衫軍高興沒多久，OG·阿努諾比底線接獲洛瑞的大對角長傳，轟進逆轉絕殺三分彈，幫助衛冕軍猛龙以104比103逃過被對手3連勝聽牌的命運，將系列賽扳成1比2。第4戰將士依舊用命，先是在第三節逐步掌控領先優勢，並且在比賽最後擋下對手的反撲，最終以100比93力壓塞爾蒂克，將系列賽扳成2比2平手。
到了第5戰，猛龙整場受到塞爾提克令人窒息防守之下，終場以89比111慘敗，陷入淘汰邊緣。
第6戰，雙方一路廝殺到兩次延長賽，鮑威爾從板凳殺出在第2度延長賽中獨拿10分，幫助猛龙在驚濤駭浪中以125比122險勝綠衫軍，將系列賽逼進第7場。
整場比賽幾乎是用7人輪替作戰，但欠缺關鍵得分點也讓球隊大半時間都陷入苦戰之中，包括在最後時刻也沒辦法找到一個有效的進攻點。范弗利特拿到全隊最高20分，外加6助攻3籃板2阻攻，提前6犯畢業的洛瑞15投僅5中，拿到16分；帕斯卡·席亞康12投5中得到13分11籃板3助攻，伊巴卡14分8籃板，鮑威爾11分3籃板。猛龙在第四節被賽爾提克擋住的強力反撲，以87比92吞下敗仗結束賽季。

### 重建期（2020－）
2020年休賽期，蓋索加入湖人，賽爾吉·伊巴卡加入快艇，猛龙進入重建期。賽季以2-8糟糕開局，雖然中間一度重返五成勝率，但是後面一瀉千里，其中還吞下9連敗，最終以27-45黯然結束。
2021年休賽期，猛龙在帕斯卡·席亞康和范弗利特帶領下在東區保持競爭力，甚至打出今年選秀進來的巴恩斯，6日以118-108戰勝老鷹，確定與公牛一起擠進前6名安全名單晉級季後賽！猛龙暫居東區第5，領先第6的公牛1場勝差。
2021-22賽季季後賽首戰，猛龙面對76人，儘管主將席亞康得到24分7助攻3籃板3阻攻，范弗利特繳出18分6助攻的數據，前鋒阿努諾比得到20分7籃板。本季打得相當優異的年輕前鋒巴恩斯得到15分10籃板8助攻，但在末節受傷退場，最終以111:131慘敗對手，吞下第一場比賽的敗仗。
第2戰，猛龙儘管第四節初發動一波15比2的攻勢，一度將比分縮小到11分差，但隨後馬克西、哈里斯、安比德接連出擊，仍維持在兩位數的領先差距，半場結束已經拉開15分差落後，全場最多輸到29分，最終以97比112吞下客場2連敗。
第3戰，罰球手軟毛病最後又上身猛龙，阿努諾比最後26.2秒2罰中1只逼平戰局。76人最後一擊雖遇狀況，進攻時間剩0.9才喊暫停，幸有安比德挺身當英雄，擺脫防守投進神來一筆三分，猛龙時間不夠下也無法佈置最後一擊。讓猛龙以101比104落敗陷入0比3被聽牌。
第4戰，西亞卡姆拚出季後賽生涯新高34分，外加8籃板、5助攻、2火鍋、1抄截，全能演出率隊110：102力退來犯的76人，避免慘遭橫掃。
猛龙此役雙喜臨門，前鋒巴恩斯擊敗騎士前鋒莫布利等競爭者，榮膺2021-22賽季最佳新秀獎項，也是隊史第3人，傷癒回歸的他替補上陣25分鐘，拿到6分、11籃板、2助攻。
即使范弗利特因左髖屈肌拉傷被迫缺席第5戰，但沒有退路的暴龍仍是在客場奮勇前進。暴龍整場比賽壓制對手命中率不足4成，在席亞康23分10籃板7助攻的帶領下，以103比88力克76人，3連敗後連贏2場。
第6戰回到主場多倫多的暴龍缺兵少將的情況下，終究還是擠不出其他有效的攻擊點和後場組織。雖然上半場僅落後對手1分，但整個第三節宛如氣力放盡，攻守兩端一瀉千里，76人單節繳出57.9%命中率，並投進6記三分球，單節被打出37比17的猛烈攻勢，一舉擊潰暴龍防線，帶著21分大幅落後進入第四節，在76人充分掌控局面，持續擴大領先優勢，以97比132吞下敗仗，結束賽季。
2023年4月3日，多倫多暴龍面對重建期夏洛特黃蜂，最終以128-108獲勝，確定取得東區附加賽資格，與芝加哥公牛在東區附加賽交手，但暴龍浪費第三節還領先19分的優勢遭趙逆轉，以105：109敗給公牛慘遭淘汰提前放假。
2023年4月21日，暴龍解雇總教練納斯。
2023年6月10日，暴龍趕在選秀會前確定人選，決定聘請灰熊助教達爾科·拉亞科維奇為新任總教練，過去三年在灰熊擔任助教，此前也擔任過雷霆及太陽的助教，也是繼伊戈爾·柯科斯科夫後第二位塞爾維亞籍總教練。
2024年1月17日，席亞康在三隊交易中被交易至印第安那溜馬，暴龍隊得到小基拉·路易斯、喬丹·恩沃拉、布鲁斯·布朗和三個首輪選秀權。
2023–24賽季，暴龍以25勝57敗的戰績，無緣季後賽。

## 退休球衣號碼
| 多伦多猛龙 退役球衣号码球员 |           |           |      |
| 背號                        | 球员      | 時間      | 位置 |
| 15                          | 文斯·卡特 | 1998-2004 | 前鋒 |

## 賽季紀錄
詳細參見多倫多速龍賽績列表

## 获得荣誉
自1995年创立以来，猛龙队共打入季后赛12次（2000–2002年、2007-2008年、2014–2020年），6次突破第一轮比赛（2001年、2016–2020年）。猛龙队在大西洋组内共获胜6次（2007年、2014–2016年、2018–2019年），并于2018年获得破纪录的常规赛59胜。它曾两次打入东部联盟决赛（2016和2019年），2019年时打入总决赛並擊敗勇士獲得隊史首座總冠軍。猛龙队有七名球员被入选参加全明星赛，分别是文斯·卡特、安东尼奥·戴维斯、克里斯·波什、德玛尔·德罗赞、凯尔·洛里、科怀·伦纳德、帕斯卡·席亞康和弗瑞德·范弗利特。除了戴维斯和弗瑞德·范弗利特外，这些球员都入选过NBA最佳阵容，伦纳德还入选过NBA最佳防守阵容。

## 其他
- 猛龙隊於1995年加入NBA，在參賽前一年，球隊舉行了命名比賽，剛巧在1993年，史匹堡的電影《侏羅紀公園》叫好叫座，人人都認識有一種恐龍叫迅猛龙，英文為Velociraptor，而簡稱正是Raptor，這種恐龍兇猛、速度快、彈跳力高，正好與籃球比賽的要求脗合，於是最終「猛龙」這個名稱便成功脫穎而出了。
- 猛龙隊過去曾經12次進入過季後賽，然而他們幾乎每次在首輪的首戰都是輸球，只有2018年季後賽才首次在首輪的第一戰取勝。
- 猛龙隊於2019年NBA季後賽次輪第七戰靠著科懷．倫納德的絕殺球，以92：90戰勝費城76人進入東岸決賽。這是NBA史上首次出現第七戰投進絕殺球。有趣的是18年前的2001年NBA季後賽東岸次輪，當時也是費城76對戰多倫多猛龙，同樣也是大戰7場，猛龙的文斯·卡特（Vince Carter）最後時刻遠射不中，最終費城76人以88:87取勝，總比分4:3晉級。否則，這個歷史記錄會提早18年出現。
- 上一次NBA出現生死戰投進絕殺球是1989年NBA季後賽，芝加哥公牛靠著麥可·喬丹著名的「The shot」，首輪以101：100戰勝克里夫蘭騎士，這次是NBA史上首次出現季後賽生死戰的絕殺致勝球，但當時總比數是3：2，首輪仍是5場3勝制，換句話說，這球之後NBA等了足足30年才再次出戰生死戰絕殺球；1999年NBA季後賽東岸第一輪第五戰，紐約人靠著阿倫·候斯頓的入球，以78比77戰勝熱火晉級，但當時比賽仍有0.8秒；2001年NBA季後賽首輪5場3勝制的第五戰，當時達拉斯獨行俠的卡爾文·布斯（Calvin Booth）對戰猶他爵士射入致勝球助小牛後上反敗為勝84:83，但當時比賽仍有9.6秒。
- 猛龙隊是NBA現存的球隊中，唯二曾奪得過NBA總冠軍但從沒有在單季奪得過60勝的球隊（另一隊是在2023年奪得NBA總冠軍的丹佛金塊）。
- 猛龙隊在多倫多華人社區初期翻譯為「多倫多恐鳥」，本地各大報章及電子媒體亦沿用此譯名。不過可能覺得「恐鳥」一名與猛龙扯不上關係，約2008-09年起統一翻譯「多倫多猛龍」至今。

## 外部連結
- 官方網站（页面存档备份，存于）（英文）